# Tổ chức Sông ngòi Quốc tế
Tổ chức Sông ngòi Quốc tế viết tắt là IR (tiếng Anh: International Rivers) là một tổ chức phi lợi nhuận, phi chính phủ, tổ chức quyền con người và môi trường, có trụ sở ở Berkeley, California, Hoa Kỳ.
Tổ chức được thành lập năm 1985 bởi một loạt các nhà hoạt động xã hội và môi trường, Sông ngòi Quốc tế làm việc với một mạng lưới toàn cầu trong hơn 60 quốc gia với các nhà phân tích chính sách và tài chính, các nhà khoa học, nhà báo, chuyên gia phát triển, các tình nguyện viên và người dân địa phương, để giải quyết tác động phá hoại của các đập nước cùng hệ quả .
Ngoài Hoa Kỳ, Sông ngòi Quốc tế có văn phòng ở Cameroon, Thái Lan, Brazil và Ấn Độ. Văn phòng Sông ngòi Quốc tế có chuyên môn trong một loạt các vấn đề và sử dụng nghiên cứu, giáo dục và vận động để đạt được nhiệm vụ của tổ chức.

## Tại Việt Nam
Tại Việt Nam tổ chức Mạng lưới Sông ngòi Việt Nam (VRN, Vietnam Rivers Network) thành lập tháng 11/2005, là một tổ chức có mục tiêu và phương pháp hoạt động tương tự. VRN là đối tác của Sông ngòi Quốc tế và các tổ chức cùng chí hướng trên thế giới.
Mạng lưới Sông ngòi Việt Nam là một diễn đàn mở thu hút sự tham gia của đại diện các tổ chức phi chính phủ Việt Nam, các nhà khoa học, nhà nghiên cứu, cán bộ của các cơ quan nhà nước và người dân ở các cộng đồng có quan tâm tới việc bảo vệ nguồn tài nguyên nước và phát triển bền vững ở Việt Nam.
VRN hoạt động góp phần bảo vệ các hệ thống sinh thái sông và các lưu vực sông nhằm duy trì sự đa dạng sinh học cũng như sinh kế cho các cộng đồng trong các lưu vực hướng tới mục tiêu phát triển bền vững của quốc gia .